# Ramdala församling
Ramdala församling är en församling i Jämjö pastorat i Blekinge kontrakt, Lunds stift och Karlskrona kommun. 
Församlingskyrka är Ramdala kyrka.

## Administrativ historik
Församlingen har medeltida ursprung med en kyrka från 1200-talet. 
Före 1962 utgjorde Jämjö församling och Ramdala församling tillsammans ett pastorat. Från 1962 bildar Ramdala församling och Sturkö församling ett eget pastorat. 2002 bildades en kyrklig samfällighet av församlingarna i Jämjö, Ramdala, Sturkö, Kristanopel och Torhamn. Samfälligheten bildar Jämjö pastorat med pastorsexpedition i Jämjö.

## Series Pastorum
| Ämbetstid | Namn                              | Levnadstid | Övrigt                            |
| --------- | --------------------------------- | ---------- | --------------------------------- |
| –1320     | Holmger                           |            | Prost                             |
| 1320–     | Engelbert Ennikini                |            |                                   |
| 1507      | Jöns                              |            | Prost                             |
| 1610      | Jens Eriksson                     |            | Suspenderad 1612, men återinsatt. |
| 1683–1690 | Canutus Choraelius                |            | Superintendent                    |
| 1690–1709 | Bergerus Folcher                  |            | Superintendent                    |
| 1709–1717 | Johan Pettersson                  |            | Superintendent                    |
| 1717–1719 | Karl Sternell                     | 1670–1719  | Superintendent                    |
| 1719–1730 | Gustaf Adolf Humble               | 1674–1741  | Superintendent                    |
| 1730–1740 | Nils Wallerius                    |            | Superintendent                    |
| 1742–1769 | Lorenz Murbeck                    |            | Superintendent                    |
| 1770–1784 | Lars Pettersson                   |            | Superintendent                    |
| 1784–1807 | Anders Fahnehjelm                 |            | Superintendent                    |
| 1808–1816 | Nils Hallström                    |            | Superintendent                    |
| 1817–1833 | Carl Thyselius                    | 1768–1833  | Superintendent                    |
| 1838–1860 | Erik Tornberg                     | 1802-1870  |                                   |
| 1860–1872 | Magnus Gottlieb Ammilon           | 1817–1892  |                                   |
| 1872-1884 | August Ludvig Christoffer Sjöberg | 1826–1891  |                                   |
| 1884–1889 | Peter Johan Sjöholm               | 1845–1915  |                                   |
| 1889–193? | Truls Åke Wahlström               | 1854–1934  |                                   |
| 1935–1968 | Torsten Knutsson                  |            | Kontraktsprost 1947–1968          |
| 1968–1980 | Arne Randolfson                   |            |                                   |
| 1980–1985 | Östen Nilsson                     |            |                                   |
| 1986–1987 | Veste Brynestam                   | 1936-2022  |                                   |
| 1988–1996 | Hans-Lennart Hartler              | 1934–2016  |                                   |
| 1996–1999 | Johan Tyrberg                     |            |                                   |